# Lista de deputados estaduais do Amazonas da 10.ª legislatura
Esta é a lista de deputados estaduais do Amazonas para a legislatura 1983–1987.

## Composição das bancadas
| Partido | Líder             | Bancada | Posição  |
| ------- | ----------------- | ------- | -------- |
| PMDB    | José Dutra        | 13 / 24 | Governo  |
| PDS     | Humberto Michiles | 11 / 24 | Oposição |

## Deputados Estaduais
Em relação às vinte e quatro cadeiras da Assembleia Legislativa do Amazonas, o PMDB conquistou treze contra onze do PDS.
| Número | Deputados estaduais eleitos | Partido | Votação | Percentual | Cidade onde nasceu    | Unidade federativa |
| 15626  | José Dutra                  | PMDB    | 15.215  | 6,75%      | Barreirinha           | Amazonas           |
| 15488  | João Tomé Mestrinho         | PMDB    | 14.968  | 6,64%      | Manaus                | Amazonas           |
| 15271  | Erasmo Amazonas             | PMDB    | 14.114  | 6,26%      | Barreirinha           | Amazonas           |
| 15102  | Beth Azize                  | PMDB    | 12.974  | 5,76%      | Manacapuru            | Amazonas           |
| 15746  | Samuel Peixoto              | PMDB    | 12.133  | 5,38%      | Tabatinga             | Amazonas           |
| 15916  | Messias Sampaio             | PMDB    | 11.150  | 4,65%      | Manaus                | Amazonas           |
| 11950  | Átila Lins                  | PDS     | 10.886  | 4,83%      | Fonte Boa             | Amazonas           |
| 11535  | Humberto Michiles           | PDS     | 10.668  | 4,73%      | São Paulo             | São Paulo          |
| 15233  | José Maria Monteiro         | PMDB    | 10.299  | 4,57%      | Manaquiri             | Amazonas           |
| 15700  | José Costa de Aquino        | PMDB    | 9.580   | 4,25%      | Manaus                | Amazonas           |
| 15579  | Félix Valois                | PMDB    | 9.183   | 4,07%      | Manaus                | Amazonas           |
| 11627  | Cleuter Mendonça            | PDS     | 9.063   | 4,02%      | Itacoatiara           | Amazonas           |
| 11240  | Waldir Barros               | PDS     | 8.956   | 3,97%      | Novo Aripuanã         | Amazonas           |
| 11586  | Jamil Seffair               | PDS     | 8.510   | 3,78%      | Manacapuru            | Amazonas           |
| 15899  | Damião Alves de Melo        | PMDB    | 8.320   | 3,69%      | Coari                 | Amazonas           |
| 15547  | Francisco Queiroz           | PMDB    | 7.198   | 3,19%      | Careiro da Várzea     | Amazonas           |
| 11817  | Socorro Dutra               | PDS     | 7.025   | 3,12%      | Boca do Acre          | Amazonas           |
| 11785  | José Belo Ferreira          | PDS     | 6.903   | 3,06%      | Manaus                | Amazonas           |
| 11758  | Aristides Queiroz           | PDS     | 6.837   | 3,03%      | Manaus                | Amazonas           |
| 11695  | Natanael Rodrigues          | PDS     | 6.581   | 2,92%      | São Paulo de Olivença | Amazonas           |
| 15245  | João Pedro Costa            | PMDB    | 6.374   | 2,83%      | Parintins             | Amazonas           |
| 11989  | Homero Leão                 | PDS     | 6.145   | 2,73%      | Maués                 | Amazonas           |
| 11103  | Enéas Gonçalves             | PDS     | 6.132   | 2,72%      | Parintins             | Amazonas           |
| 15478  | Armando Freitas             | PMDB    | 6.128   | 2,72%      | Manaus                | Amazonas           |